# Como suena el corazon
Como suena el corazon è un singolo del cantautore italiano Gigi D'Alessio, pubblicato nel 2000 come secondo estratto dall'ottavo album in studio Quando la mia vita cambierà.

## Descrizione
Scritto in collaborazione con Vincenzo D'Agostino, il brano presenta influenze dalla musica latina ed è il primo a donare notorietà internazionale all'artista napoletano, divenendo un tormentone estivo.

## Video musicale
Il video, diretto da Stefano Salvati, alterna sequenze in cui D'Alessio si esibisce dal vivo ad altre in cui viene mostrata una ragazza dal vestito rosso prima alla guida di un'automobile decappottabile, ed in seguito su una spiaggia.

## Tracce
1. Como suena el corazon (Jet Far Radio) – 4:24
2. Como suena el corazon (Dance el corazon Edit) – 4:20
3. Como suena el corazon (Jet Far Dance) – 6:56
4. Como suena el corazon (House el corazon Long) – 6:00

## Classifiche
| Classifica (2000) | Posizione massima |
| ----------------- | ----------------- |
| Italia            | 46                |

## Versione del 2020
Il 17 luglio 2020 è stata pubblicata una nuova versione del singolo realizzata con la partecipazione vocale del rapper Clementino, estratta come primo singolo dal diciannovesimo album in studio Buongiorno.

### Video musicale
Il videoclip, diretto da Fabrizio Cestari, è stato girato a Positano e ha visto la partecipazione della modella Mariana Rodríguez.

### Tracce
1. Como suena el corazon (feat. Clementino) – 2:57